# Morti nel 1289
| Questa pagina contiene informazioni ricavate automaticamente dalle voci biografiche con l'ausilio del template Bio e di un bot. L'aggiornamento è periodico e automatico e ricostruisce completamente la pagina. Se manca una persona in questa lista, sei pregato di non aggiungerla, ma accertati piuttosto che la sua voce biografica contenga il template Bio e che i dati anagrafici siano correttamente compilati. Se il template Bio manca, inseriscilo tu stesso o, in alternativa, metti l'avviso {{tmp\|Bio}} che ne segnala la mancanza. Se i dati riportati sono sbagliati, correggi direttamente la voce biografica; le modifiche saranno visibili in questa lista entro pochi giorni. Per chiarimenti vedi il progetto biografie. La lista contiene solo le 30 persone che sono citate nell'enciclopedia e per le quali è stato implementato correttamente il template Bio. Pagina aggiornata al 10 mag 2025. |

- 6 febbraio - Leone III d'Armenia, re armeno
- 12 marzo - Demetrio II di Georgia, re (n. 1259)
- 19 marzo - Giovanni da Parma, religioso italiano (n. 1208)
- 25 marzo - Bentivegna de' Bentivegni, cardinale, vescovo cattolico e francescano italiano
- 19 aprile - Corrado Miliani, religioso italiano (n. 1234)
- 27 maggio - Giovanni III di Meclemburgo, principe (n. 1266)
- 11 giugno - Guglielmo di Durfort, mercenario francese
- 11 giugno - Bonconte da Montefeltro, generale italiano
- 11 giugno - Guglielmino degli Ubertini, vescovo cattolico, politico e militare italiano
- 11 giugno - Guglielmo dei Pazzi di Valdarno, cavaliere medievale italiano
- 24 agosto - Patrick Dunbar, VII conte di March, nobile scozzese (n. 1213)
- 2 novembre - Giovanni Dandolo, politico italiano
- 8 novembre - Bongiovanni Fissiraga, vescovo cattolico italiano
- 4 dicembre - Pier Pettinaio, religioso e mercante italiano
- 28 dicembre - Giacomo Papocchi, religioso italiano (n. 1213)
- 31 dicembre - Folco Portinari, banchiere italiano
- Giovanni I Ducas, militare bizantino
- Enrico II, vescovo
- Ermanno di Gleichen, vescovo cattolico tedesco
- Egidio Foscherari, giurista italiano (n. 1219)
- Germano III di Costantinopoli, arcivescovo ortodosso bizantino
- Gaddo della Gherardesca, italiano
- Uguccione della Gherardesca, italiano
- Il-yeon, monaco buddhista, scrittore e storico coreano (n. 1206)
- Péter Kőszegi, vescovo cattolico ungherese
- Gabriele Malaspina, politico italiano
- Anselmo della Gherardesca
- Ugolino della Gherardesca, politico e militare italiano
- Nino della Gherardesca, italiano
- Pietro di Dacia, presbitero svedese